# Morciano di Romagna

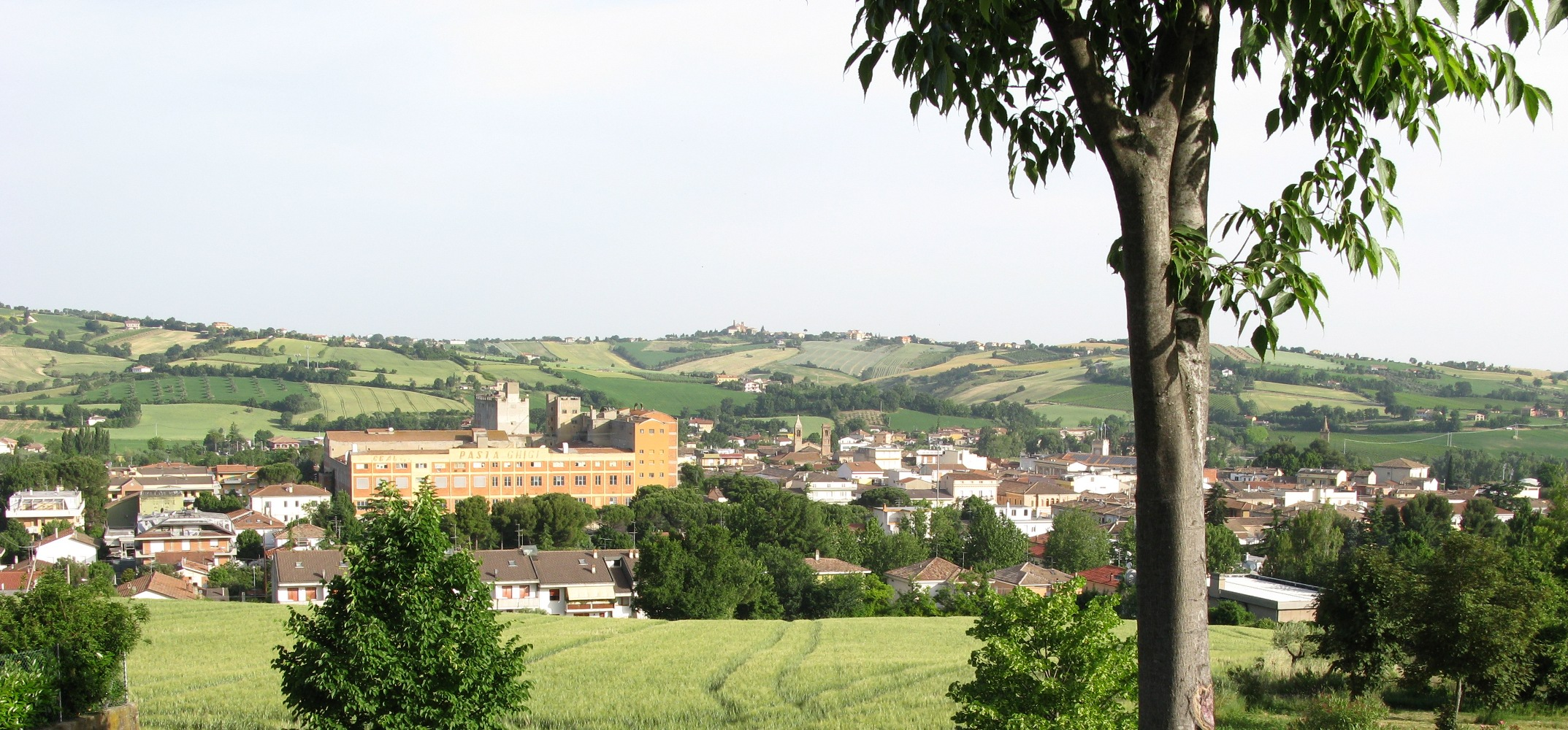
Vista panorámica de Morciano di Romagna.

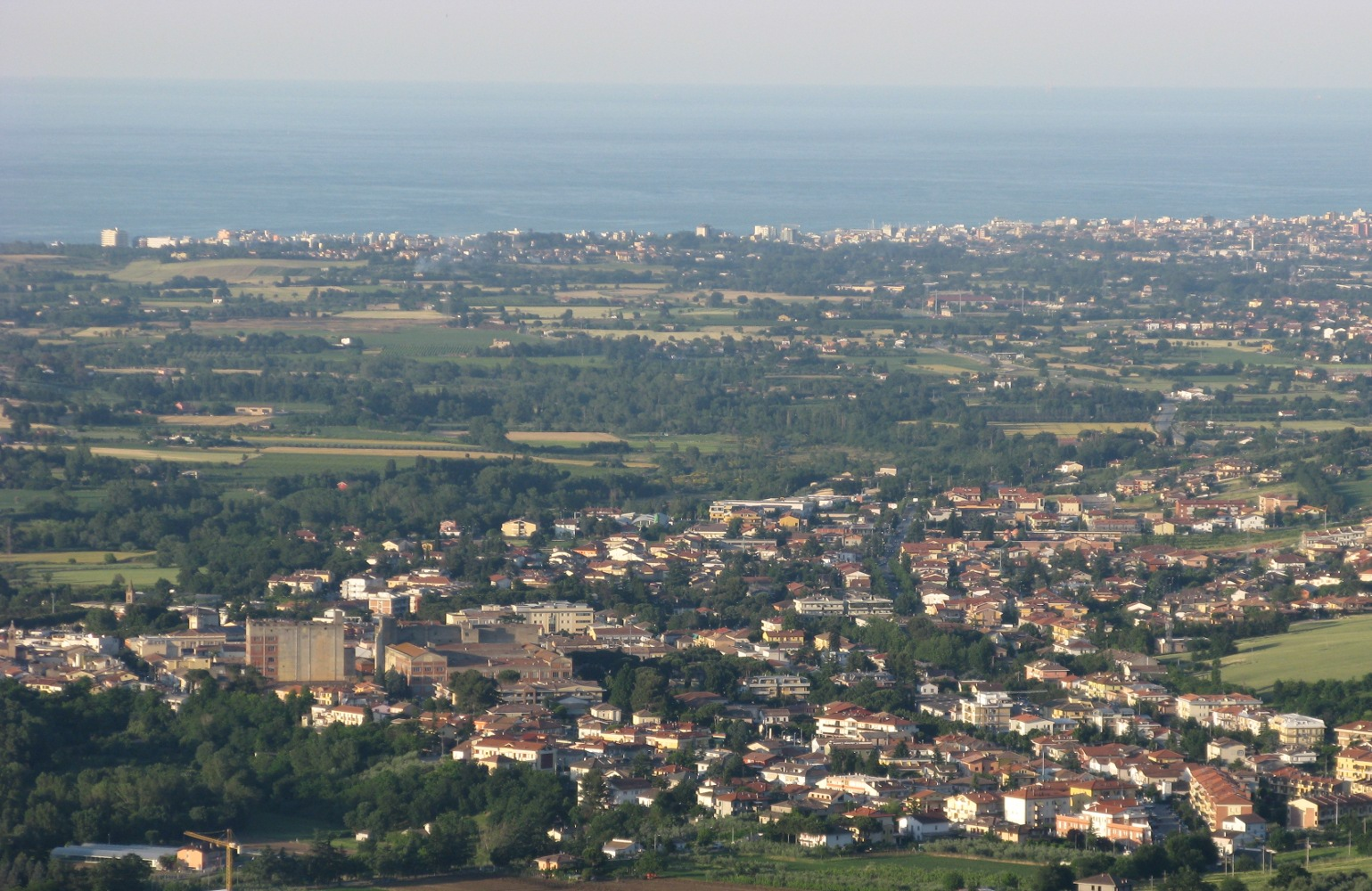
Panorama de Morciano di Romagna.

Morciano di Romagna (Murzèn o Murcièn en el dialecto romagnolo) es una comuna de 6.426 habitantes de la provincia de Rímini.

## Evolución demográfica
| Gráfica de evolución demográfica de Morciano di Romagna entre 1861 y 2001 |
|                                                                           |
| Fuente ISTAT - Gráfica elaborada por Wikipedia                            |

## Personalides de Morciano
- Umberto Boccioni, pintor (sus padres también nacieron en Morciano).
- Arnaldo Pomodoro, artista y escultor.

## Administración
- Alcalde:Claudio Battazza
- Fecha de asunción:09/06/2009
- Partido: lista civica
- Teléfono de la comuna: 0541 851911
- Email:protocollo@comune.morciano-di-romagna.rn.it